# 神機世界エヴォリューション
『神機世界エヴォリューション』（しんきせかいエヴォリューション）は、スティングが開発し、ESPにより発売されたドリームキャスト用ゲームソフト。当初は、1998年12月23日に発売する予定であったが、諸事情により1999年1月21日に延期された。キャラクターデザインはウエクサユミコが担当している。

## ストーリー
高度な科学力を有した先史文明が滅んだ世界。現在はその文明の遺産であるサイフレームを使い、遺跡探検を行う者を「冒険家」または「サイフレーム使い」と呼んでいた。主人公マグ・ランチャーは没落しつつある冒険家の名門・ランチャー家の次期当主。膨大な借金を返済するために遺跡探検の日々を送っていたが、そんな彼に第8帝国軍の司令官・オイゲンが接見を求めてくる。

## 登場キャラクター
本作に登場する少年・少女キャラクターは、実年齢よりかなり幼い容姿に設定されている。

### 冒険家
マグ・ランチャー声：南央美
本作の主人公。4月22日生まれの牡牛座、16歳。一流冒険家と称された両親に憧れ、自身も冒険家を志す。明るく活発な性格だが、短気な一面も。どんな困難にも決してくじけない。
両親が3年前から行方不明になっているため、現在は執事のグレ、居候のリニアと3人で暮らしている。リニアに好意あり。
年齢の割には小柄な体格で幼く見えるが、10歳の時から身長が伸びていない。状況に応じて巨大な手が飛び出すサイフレーム「エアラコメット」が武器。
リニア・キャノン声：高橋美紀
ランチャー家に居候している神秘的な少女。いつもマグの傍にいて、離れようとしない。2月3日生まれの水瓶座、年齢不明。3年前にマグの父・アスロックの手紙を携え、ランチャー家を訪れたが、手紙には「この子を守れ」としか書かれていなかった。
枯れた植物を蘇らせる不思議な力を持つ。足下まで伸ばした長い髪をリボンで結わえている。表情の変化に乏しく、口数は極端に少ない。それ故にマグとグレ以外の人とはほとんど話もできない。
武器はフライパン（必殺技の一部にはオカリナを使うものもある）。
公式サイトには、彼女のオリジナルイラストが多数掲載されている。
グレ・ネイド声：大塚明夫
ランチャー家に長く仕える執事。8月30日生まれの乙女座、58歳。誰に対しても丁寧な態度で接し、パンナムタウンの人々からの信頼も篤い。リニアにも「客ではなく家族の一員」として接している。容姿と裏腹に戦闘能力に長けており頼れる存在。マグのことを「ぼっちゃん」と呼んでいる。
両親が行方不明であるマグにとっては親代わりと言ってもいい存在。だが、一度始まるとやたらと長くなる説教のせいでけむたがれる事も。
武器は猟銃。
チェイン・ガン声：西村ちなみ
ランチャー家とはライバル関係に当たるガン家の一人娘。10月25日生まれの蠍座、15歳。マグ以上に小柄であり、この年齢としては異常に幼く、小学校低学年の男の子にしか見えない。男子が生まれなかったために、幼少の頃より冒険家としての英才教育を施された。ところが、彼女本人はマグに好意あり。
どう見ても頼りにならないリニアがマグといつも一緒にいることに嫉妬している。マグに「おとなしくしていれば可愛いのに」と言われると赤面し、はにかむ。
彼女の父親（作中では未登場。後述の漫画では名前も明らかになっている〈サノバ・ガン〉）に関しては作中では太っていると描写されているが、ドリームキャストマガジンに連載されていた本作の漫画ではどちらかというと痩身（むしろ母親のほうが太っている）。また極度の親馬鹿で過保護であり、作中ではマグを愛娘につく悪い虫として極度に敵視していた。
武器はサイフレーム「フラミンゴ」。彼女専用の防具も存在するが、性能面では全く役に立たない代物である。
ペッパー・ボックス声：井上喜久子
第3帝国からやってきた女流冒険家。12月9日生まれの射手座、24歳。最初に選んだダンジョンをクリアしてから登場する。ひょんなことからマグと出会い意気投合、仲間になる。
小説版では故郷を第8帝国に滅ぼされたという過去を持っている描写がある。
明朗快活で姉御肌な性格。酒豪。リニアに「冒険家の彼氏を持つと苦労する」とアドバイスをするが、参考になっているのかは不明。腰に装着している大砲型のサイフレーム「モラーヌ・ソルニエ」が武器。

### 第8帝国軍
オイゲン・ルイトポルト声：置鮎龍太郎
第8帝国皇太子にして、特殊派遣軍司令官。エヴォルシア捜索のためにパンナムタウンを訪れる。
マグを一目見ただけで「ランチャー家の使いの者」と勘違いしたり、リニアに一目惚れして妾にしたがる（リニアは好みのタイプらしい）など、嫌みを含んだ悪党振りを見せる。しかし、その後は「ある理由」からマグへの接近を繰り返す。拳銃とサーベルを使いこなす。

### ソシエテ関係者
ニーナ
冒険家に仕事の斡旋を行う機関「ソシエテ」の受付嬢。マグにベテラン呼ばわりされているが、単に「パンナムタウンで仕事をしている期間が長いだけ」らしい。グレを「紳士」と見なし、尊敬している。
ノップ
ソシエテの職員。鑑定品を調べてくれる。ニーナのことが好きらしい。
ペープ
ソシエテの職員。展示室を管理を担当。元々は本部に勤めていたという。

### パンナムタウンの人々
イースター、カシム
チェインと共にバスで暮らしている召し使い。仕事のローテーションが設定されているが、二人ともその理不尽さに辟易している模様。
ナッシュ坊や
街のはずれにいる少年。ニーナの弟。リニアが好きで、マグには生意気な態度を取る。
スミスじいさん
バーにいる元冒険家。マグに遺跡探検のアドバイスをしてくれる。

## ダンジョン
ダンジョンの中は毎回ランダムで形成される。そのため、アイテムや敵、トラップの配置も毎回変更される。なお、ラストダンジョンの前にクリアできるのは4箇所のみ。「何度でも遊べるゲーム」をコンセプトにしたオートメイキングダンジョン。それぞれ水、塔、森、氷、溶岩の5種類をイメージして構成されている。
ブラインド遺跡
大陸南方にある湿原中に埋もれたジャングルの奥深くにひっそりと佇む、石造りの遺跡。地理的特徴から、虫やカビを思わせるモンスターが多い。
ディセント遺跡
大陸東方に位置する遺跡。他の遺跡と比べ、ハイテクな作りを思わせる。ボス戦直前にひたすら上っていくだけの螺旋階段がある。出現するモンスターの弱点に偏りがない。
シェイズ遺跡
大陸北西部の高山地帯に位置する、石造りの遺跡。寒冷地ということからか、遺跡の床や壁は所々凍っており、火に弱いモンスターが多い。
シェイオル遺跡
大陸北東部の火山活動で発見された、比較的新しい遺跡。氷に弱いモンスターが比較的多めだが、例外もいる。
ヘヴン遺跡
大陸南西部に位置する、木造の遺跡。内部の劣化が進んでおり、ぬかるみにはまると移動速度が落ちる。火に弱いモンスターが多く、この遺跡のボスも火に弱い。
第8帝国軍巡洋艦クローン・プリンツ
ラストダンジョン。ここだけの特徴として、「リニアが参戦できない」・「二人を選んで連れて行くことになる」・「マップは固定式」・「落ちているアイテムも固定」が挙げられる。進んでいく程敵の武装が強化され、ボス戦も3回ある。

### トラップ
ダンジョンに仕掛けられているトラップは全16種。マイナス要素の物が多いが、体力が回復する物もある。一目見ただけで確認できるが、種類はランダムで宝箱の前に設置されていたりすることもある。

#### トラップの種類
ワープ
フロアの別の場所に移動させられる。
アイテムワープ
所持アイテムの1個がフロアのどこかに消える。
敵消滅
フロアにいる全てのモンスターが消える。
敵レベルダウン
フロアにいるモンスターのレベルが1つ下がる。
敵レベルアップ
フロアにいるモンスターのレベルが1つ上がる。
警報
サイレンが鳴り、モンスターに見つかりやすくなる。
敵召喚
頭上にモンスターが出現。強制的に不意打ちで戦闘が始まる。
混乱ガス
混乱してしまい、キャラクターのコントロールが利かなくなる。一定時間経過すると回復する。戦闘になっても効果は持続する。
暗闇ガス
フロアが暗くなり、他のトラップが見えにくくなる。一定時間経過で回復。
体力回復
味方全員の体力が50％回復する。出現確率は低め。
FP回復
味方全員のFPが50％回復。出現確率は低い。
TPボーナス
TP（技の習得に必要なポイント）をもらえる。数値はランダム。
パラメータアップ
味方一人のパラメータが上昇する。誰の、どの数値が上昇するかはランダム。
ダメージ
踏むと爆発してダメージを受ける。1回踏んでも消えずに残る。
FPダメージ
味方全員のFPが減ってしまう。数値はランダム。
マップクリア
そのフロアのマップが消えてしまう。

### 戦闘
ダンジョン内でモンスターと接触すると戦闘開始。戦闘はターン制。味方は縦3マス・横3マスのエリア内で、エネミーは縦4マス・横4マスのエリア内で行動する。

#### 戦闘形式
戦闘形式は3パターンが存在する。
通常
一般的な戦闘形式。
先制攻撃
敵の背後を取ると、最初の2ターンのみ一方的に攻撃を仕掛けられる。上手くいけば、敵に何もさせずに戦闘を終わらせることも可能。
不意打ち
敵に背後をとられると、最初の2ターンのみ一方的に攻撃を受ける。更に、味方のフォーメーションも通常の正反対になってしまう（前列にいるメンバーは後列に、後列にいるメンバーは前列に移動。中列は影響を受けない）。

#### 行動順
戦闘開始時の行動順は素早さのパラメータを基準に決定される。その後は、「行動後の待ち時間」・「エリア内の立ち位置」を基に算出され、待ち時間がなくなったキャラクターから行動できるようになる。なお、画面右側に行動できる順番が表示されるので、これを参考にすれば戦闘を早く終わらせることも可能。

#### エリアの特徴
前列
攻撃力が高くなるが、被ダメージも高くなる。待ち時間が短い。グレ、ペッパーの攻撃は飛び道具なので、攻撃力に影響が出ない。ただしエネミーも同様である。
中列
攻撃力・被ダメージ・待ち時間のいずれも標準的。
後列
攻撃力が低くなりクリティカルもまったく発生しなくなるが、被ダメージも下がる。待ち時間が長くなる。味方全員が後列にいる時のみ、行動で「逃げる」を選択できる。

#### 待ち時間
行動をした後は、必ず待ち時間が発生する。敵味方双方に影響し、前にいる程時間が短くなる。また、「防御」・「アイテム」・「攻撃」・「必殺技」の順で長くなるが、一部の必殺技は例外的に待ち時間が短めに設定されている。

#### 敵の強さの設定
敵モンスターやボスのレベルは、ダンジョン選択時のマグのレベルを基準に設定され、選択したダンジョン内の敵の強さは固定される。またラストボスのみ戦闘に入った際のマグのレベルを基準に設定される。つまり、マグ一人だけが強いと特にボス戦で苦労を強いられることになる。ただし、遺跡探検に連れて行かなかったキャラクターにも1回の戦闘の80％分の経験値が入るので、こまめにメンバーを交代すれば（ある程度だが）メンバー間の戦闘能力のバランスを保てる。しかし、マグをパーティーから外す事は出来ないため、マグのレベル上昇を抑えるには、マグのみを戦闘不能にしてレベル上げを行う必要がある。

## サイフレーム
サイフレーム（CYBERNETICS-FRAME/通称CYFRAME）は先史文明の人々に使用されていたとされる機械。使用するには資格が必要とされる。装備パーツにはレベルが設定されており、改造することで強化できる。また、遺跡内では鑑定品として「壊れたサイフレーム」を拾うことができる。

### エアラコメット(AIRCOMET)
マグ専用サイフレーム。巨大なナックルで攻撃する。簡単に言えば「巨大な手」であるため、ハンマーやスプレー状のパーツを持たせられる。アイテムを盗んだり、体力を回復させる技も使えるため、汎用性が高い。

#### マグ専用パーツ
ハンドパーツ
初期装備パーツ。パンチ技で攻撃する。性能にクセがなく、使いやすい。
ハンマーパーツ
巨大なハンマーを装備するパーツ。敵に状態異常を付与させる追加効果を持つ技が多い。
スプレーハンドパーツ
スプレー缶を装備するパーツ。虫の外観をした敵モンスターに強い効果を発揮するが、直接ダメージを与える技は1つだけ。
岩石パーツ
岩石を使用して攻撃するパーツ。最強技は最前列の味方を巻き込んでしまうのが難点。複数の敵を同時に攻撃できる技が多い。
炎ハンドパーツ
炎属性を付与した技が使用可能。攻撃技が1つのみ。
氷ハンドパーツ
氷属性を付与した技が使用可能。これも攻撃技は1つだけ。
雷ハンドパーツ
初期装備パーツ。雷属性を付与した技が使用可能。
移動ハンドパーツ
味方を強制的に移動させるパーツ。
回復ハンドパーツ
味方の体力を回復させるパーツ。リニアがいない時に活躍する。入手していない場合のみ、ラストダンジョンに落ちている。
スチールパーツ
敵からアイテムを盗めるパーツ。最強技は倒した敵から必ずアイテムを盗める（持っていない敵には無効）。

### フラミンゴ (FLAMINGO)
チェイン専用サイフレーム。巨大な剣で攻撃する。飛行能力を有し、短時間なら飛行も可能。円盤状の武器を投げつけて攻撃することもできる。敵単体に強力な攻撃を繰り出す技が多い。

#### チェイン専用パーツ
ブレードパーツ
初期装備パーツ。斬りつけて攻撃する。パーツのレベルが1の場合のみ、最強技の威力がマグのそれより高い。
ジェットパーツ
初期装備パーツ。飛行機能を活用して攻撃するパーツ。敵もしくはチェイン自身を強制移動させる技が多い。
ソーサーパーツ
円盤状の武器を投げて攻撃するパーツ。飛び道具なので、後列から安全に攻撃できる。
炎ブレードパーツ
初期装備パーツ。炎属性を付与した技が使用可能。マグのものと比べ攻撃技が多い。
氷ブレードパーツ
氷属性を付与した技が使用可能。攻撃技がマグのものより多い。
雷ブレードパーツ
雷属性を付与した技が使用可能。攻撃技がマグのものより多い。
バトルパーツ
パラメータを上昇させるパーツ。ただし、チェイン自身のみが対象。
カウンターパーツ
受けたダメージに対し、倍の威力で反撃するパーツ。一発逆転型。ただし、チェインはマグほど打たれ強くない。

### モラーヌ・ソルニエ (MORAN-SAULNIER)
ペッパー専用サイフレーム。コンパクトなバズーカ砲。実弾だけでなくレーザーも使用できる。フラミンゴとは対照的に複数の敵を同時に攻撃できる技が多い。

#### ペッパー専用パーツ
ブレットパーツ
初期装備パーツ。実弾で攻撃する。飛び道具。単体技、複数技ともに威力の高いものが多い。
特殊弾パーツ
初期装備パーツ。実弾で攻撃するが、敵に状態異常を付与させる追加効果あり。飛び道具。
エネルギーパーツ
レーザーで攻撃するパーツ。飛び道具。単体技は1つもなく、全て複数技。
炎カートパーツ
炎属性を付与した技が使用可能。飛び道具。複数技の対象範囲が独特な技がある。
氷カートパーツ
初期装備パーツ。氷属性を付与した技が使用可能。飛び道具。複数技の対象範囲が独特。
雷カートパーツ
雷属性を付与した技が使用可能。飛び道具。複数技の範囲が独特。
スクリューパーツ
強力な吸引力を利用するパーツ。敵を前列に引きずり出したり、体力を奪って回復することもできる。攻撃力は低めで主力になりづらい。援護向き。
サウンドパーツ
音楽を利用するパーツ。敵を前に出すあるいは後ろに下げる、状態異常にさせるなど、援護型の特徴が強い。攻撃技は少ない。

### 強化パーツ
- 改造キットを使うとサイフレームのスロットを一つ増やせる。ただし、改造には費用がかかる。
- ブースターはサイフレームのスロットに装備させることでパラメータを上昇させることができる。該当するのは「攻撃力」・「防御力」・「命中」・「素早さ」・「回避」・「運」の6つ。

### エヴォルシア（EVOLUTIA）
形状や性能など、詳しいことは一切不明。冒険家にとって、「エヴォルシアの発見は夢」とされている（マグも「ランチャー家100年の悲願」と教えられている）。軍隊を動員してまで捜索を行う国もあるが、実際は「サイフレームではなく兵器」という見方が強いようである。

## エンディングテーマ
Door 〜風が吹く惑星（ほし）で…
作詞、作曲：浅田優美
編曲：幡手康隆
歌：高橋美紀

## 2周目
ラストダンジョンをクリアすると2周目に入る。実際は1周目の後日談であり続きにあたるが、以下の点で異なる。
- これまでに入れなかったダンジョンに入れるようになる。更に、どのダンジョンにも自由に出入りが可能になる。
- リニアもメンバーからはずせるようになり、好きなようにメンバーを編成できる。マグ一人でダンジョン攻略もできる。
- リニアの戦闘時のボイスが変わる。
- 実はラストダンジョンクリア後にアクシデントが発生しており、20万もの借金を抱えてしまう。

## 関連作品
- 神機世界エヴォリューション2 遠い約束 - 続編
- 神機世界エヴォルシア - リメイク作
- 神機世界エヴォリューション はてしないダンジョン - ネオジオポケットカラーソフト